# 雞同鴨講
《雞同鴨講》是一部由高志森執導、于仁泰監製的香港電影，於1988年7月14日首映。劇情是關於中式燒鴨店和西式炸雞快餐店的商戰、溫情喜劇。本片是許冠文1980年代電影反映社會現象的作品之一，在當時午夜場反應良好，並獲得暑期最賣座票房紀錄。 :363
作為出品人許冠文首部投資拍攝的電影，《雞同鴨講》集合許冠英、張艾嘉、吳啟華、盧冠廷、谷峰等演出，還有許冠文四弟許冠傑客串演出並撰寫及主唱主題曲〈你有你講（佢有佢講）〉。

## 劇情簡介
綽號「老許」的許家全（許冠文飾）為許記燒鴨店老闆，思想古板且小氣吝嗇，對員工刻薄，使員工十分不滿，但老許都能用三寸不爛之舌擺平員工抗爭；而在美國經商有成的有錢岳母（白茵飾）每次回香港都會抱怨老許店舖老舊骯髒，對老婆（張艾嘉飾）又吝嗇，讓老許非常不喜歡面對岳母。某日，對面新開張了丹尼炸雞店，因講求衛生及舒適，拉走大批燒鴨店客人，燒鴨店生意極其慘淡。丹尼炸雞店老闆潘丹尼（吳啟華飾）欲收買燒鴨店的店面來擴張營業，許家全斷然拒絕而結怨潘丹尼。生意久久沒有起色的情況下，許妻建議求助岳母，但是心胸狹隘怕丟臉的老許寧願死撐也不願求助岳母。
潘丹尼是個比起老許更尖酸刻薄的無良商人，為達目的不擇手段，把手下雷蒙（谷峰飾）當狗看，對其滿是嘲諷與漫罵的命令語調。
收購許記不成的潘丹尼指使下屬雷蒙向許記放老鼠，使之被市政總署查封勒令結業。許家全岳母見店舖慘狀，不忍卒睹，主動表示願意投資並按照她的想法改建翻新。窘迫無能的老許最終接受岳母的金援與建議，將店面重新裝潢翻修並易名為「新許記」，順便於文武二帝廟重新招聘徵才並把員工重新訓練。乾淨寬廣的店面成功從丹尼炸雞店搶回不少顧客。
潘丹尼看到雷蒙正在吃新許記的燒鴨，羞辱雷蒙並指出新許記的方法只是把他們做生意的方法學過去罷了，為挽回生意，先是在丹尼炸雞店賣起了燒鴨，但因為使用電腦燒也沒有新許記的燒鴨獨門配方導致燒鴨賣不出去（有人在吃的時候假牙黏在上面），再次羞辱雷蒙，此後，丹尼炸雞店的生意一落千丈，甚至是到要裁員的地步，潘丹尼不甘心，雷蒙建議可以請非法移民，但潘丹尼羞辱雷蒙指出如果自己遭到逮捕，雷蒙是否要負責，決定雷蒙下班之後必須要站櫃檯，當天丹尼炸雞店休息後，潘丹尼指使雷蒙放火燒掉新許記並打算自己漏夜逃走，但由於潘丹尼不願給雷蒙行兇費且三番兩次羞辱雷蒙，再也受不了的雷蒙情緒爆發與潘扭打，並意外造成火警。潘丹尼及雷蒙被困在內，而在這時，新許記裡，老許等人正在慶祝新許記的成功，順便慶祝老許與許妻的結婚紀念日（但其實紀念日是在下個月），許妻宣布他們把新許記登記成有限公司，所以員工都可以拿到分紅，老許穿著新許記的宣傳鴨子裝，打算隔天去找電視台打廣告，這時，外面喊出丹尼炸雞店火警，老許來不及脫下鴨子裝，要求員工淋水後，帶著氧氣瓶衝進火場，潘丹尼和雷蒙兩人為了爭氧氣罩扭打成一團，甚至剪斷氧氣罩，老許用了宣傳海報上的奶嘴，用類似媽媽餵寶寶的方式幫兩人灌入氧氣，之後把他們救出，還被老許的員工灑水，差點嗆到，被老許救出的雷蒙感謝老許救他，並希望老許未來可以雇用他，但潘丹尼心理不甘心向老許與新許記下戰帖，表示自己還會再回來。最後老許獲選該年度十大商業奇才，老許接受記者採訪時指出做生意就是要懂得變通才能生存，並高興得哈哈大笑。

## 演員表
| 演員      | 角色              | 關係                                             | 粵語配音 |
| --------- | ----------------- | ------------------------------------------------ | -------- |
| 許冠文    | 老許（許家全）    | 許記老闆                                         | 原聲     |
| 張艾嘉    | 阿娟              | 許家全妻子                                       | 龍寶鈿   |
| 許冠英    | 魷魚絲（拉bar王） | 許記員工、丹尼炸雞店員工但是被丹尼炸雞店經理開除 | 原聲     |
| 盧冠廷    | 狒狒              | 許記員工                                         | 朱子聰   |
| 何啟南    | 阿南              | 許記員工                                         | 林保全   |
| 葉榮祖    | 阿鵬              | 許記員工                                         | 原聲     |
| 許瑩英    | 瑪莉亞            | 許記員工                                         | 原聲     |
| 白茵      | /                 | 許家全岳母 新許記股東                            | 曾慶珏   |
| 吳良      | /                 | 許家全兒子                                       | 原聲     |
| 吳啟華    | 潘丹尼            | 丹尼炸雞店老闆 雷蒙上司 後不和                   | 朱子聰   |
| 谷峰      | 雷蒙              | 潘丹尼助手 後不和                                | 盧雄     |
| 黎永強    | /                 | 許記顧客（衛生幫）                               | 原聲     |
| 李小玲    | /                 | 許記顧客（女衛生幫）                             | 盧素娟   |
| 馮錦鴻    | /                 | 計程車司機                                       | 金貴     |
| 何柏光    | /                 | 小巴司機                                         | 金貴     |
| 肯.博伊尔 | /                 | 丹尼炸雞店顧客                                   | 原聲     |
| 許冠傑    | 許冠傑            | 剪綵嘉賓                                         | 原聲     |
| 高志森    | /                 | 廚師                                             | 原聲     |
| 徐小鳳    | /                 | 許記顧客                                         | 原聲     |
| 羅冠蘭    | /                 | 狒狒妻子                                         | 盧素娟   |
| 葉蘊儀    | 茱蒂              | 許家全兒子的同學                                 | 原聲     |

## 獎項
- 1989年香港電影金像獎「最佳男主角」提名（許冠文）
- 1989年香港電影金像獎「最佳電影」提名
- 1988年香港電影金像獎「十大華語電影」（第4位）
- 美國電影學會國際喜劇「最佳男主角」獎
- 拿破崙「商業奇才」娛樂界榮譽獎

## 電影歌曲
- 主題曲〈你有你講（佢有佢講）〉
  - 作曲、填詞、主唱：許冠傑
  - 編曲：周啟生
  - 監製：梁榮駿
  - 收錄專輯：《Sam and Friends》

## 錄像發行
- 「雞同鴨講」曾經推出VHS、LD、VCD、DVD，另有日本版DVD，均已絕版。
- 「雞同鴨講」的35mm底片經過高清掃描，修復版藍光碟已於2015年4月推出，分別有單碟版和「許氏兄弟喜劇時代系列」珍藏盒裝兩個版本。 修復版藍光碟收錄原裝預告片，和全新拍攝的40分鐘回顧特輯「走進老許記」，出席嘉賓包括高志森導演、劉天賜、許冠文、黃子華、陳德森、周梁淑怡等幕後精英。

## 其他
電影老許記及丹尼炸雞店兩間餐廳，均於大埔墟仁興街取景。
丹尼炸雞店所取景之舖位於拍攝期間為大家樂分店，左邊的寶馬車行已搬遷；而許記所在位置的舊型大廈已被清拆，重建成現在的嘉賢閣。

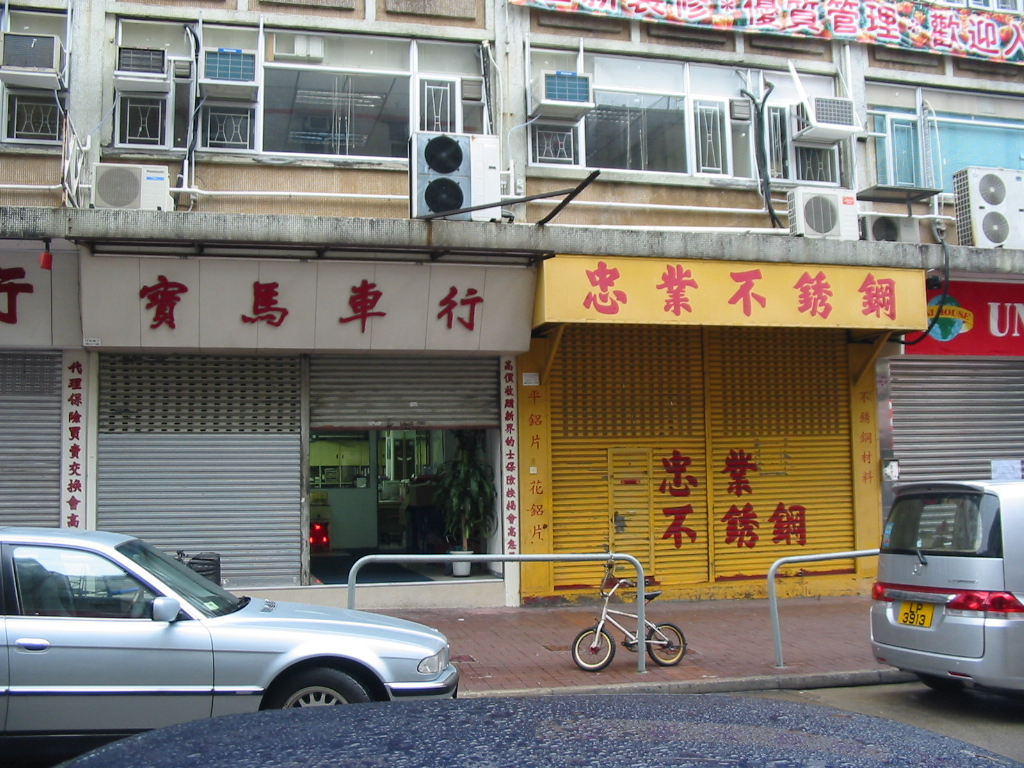
電影中的「丹尼炸雞店」曾於圖右的「忠業不鏽鋼」鋪位取景
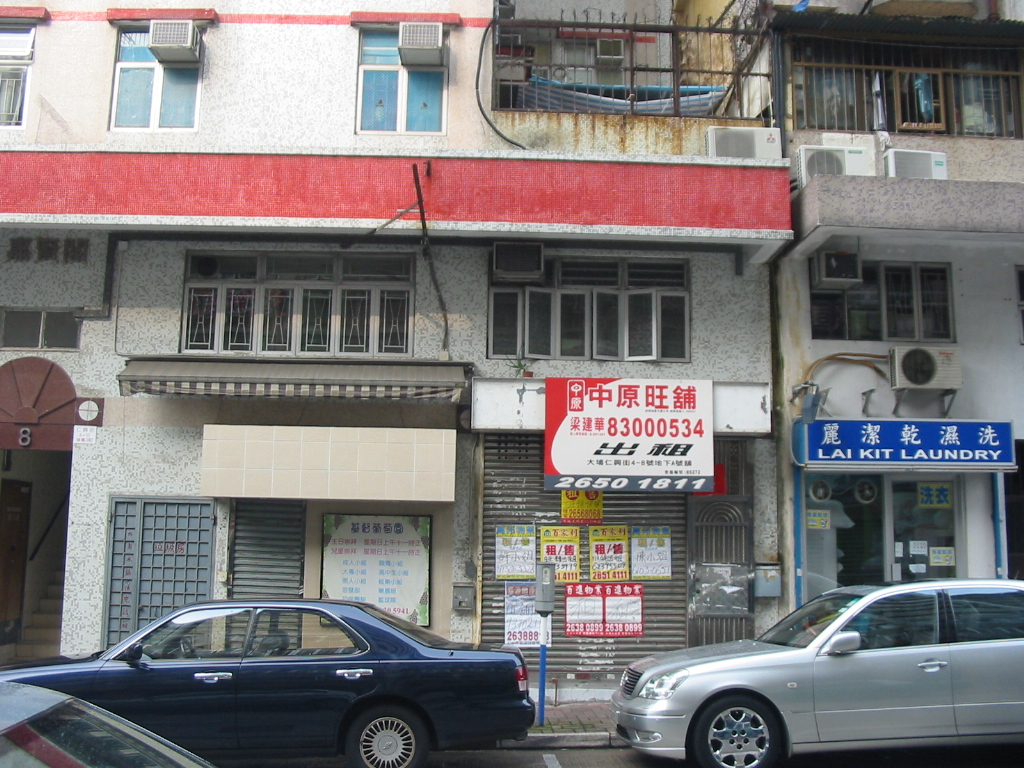
「許記」鋪位大約位於圖中空置鋪位偏左方

在2016年無綫電視播放的劇集《愛情食物鏈》中，其中第5集提及有人在劉柏業經營的餐廳放蟑螂，餐廳後被衛生幫查牌，店員楊金枝徒手捉蟑螂，與劉柏業聯手把衛生幫引開的情節，與電影中許記遭人放老鼠整蠱一幕相似，被認為是向本片致敬。

## 外部連結
- 香港影庫上《雞同鴨講》的資料（繁體中文）
- 開眼電影網上《雞同鴨講》的資料（繁體中文）
- 豆瓣电影上《雞同鴨講》的資料 （简体中文）
- 时光网上《雞同鴨講》的資料（简体中文）
- AllMovie上《雞同鴨講》的资料（英文）
- 爛番茄上《雞同鴨講》的資料（英文）
- 互联网电影数据库（IMDb）上《雞同鴨講》的资料（英文）